# Ryszard Grosset
Ryszard Maria Grosset (ur. 19 marca 1954 w Warszawie) – polski strażak i nauczyciel akademicki, doktor nauk technicznych, nadbrygadier Państwowej Straży Pożarnej.

## Edukacja
Absolwent Wydziału Chemii Uniwersytetu Warszawskiego (mgr chemii 1978) oraz Podyplomowego Studium Oficerskiego Wyższej Oficerskiej Szkoły Pożarniczej (1981). W 1992 uzyskał stopień doktora nauk technicznych w zakresie zarządzania bezpieczeństwem (inżynierii bezpieczeństwa) Wyższej Inżynierskiej Pożarniczo-Technicznej Szkoły w Moskwie. Zdobył liczne uprawnienia zawodowe, w tym m.in. rzeczoznawcy Stowarzyszenia Inżynierów i Techników Pożarnictwa (NOT), rzeczoznawcy ds. transportu drogowego materiałów niebezpiecznych (DGSA), rzeczoznawcy ds. ochrony przeciwpożarowej Komendy Głównej PSP. Brał udział w pracach komisji krajowych i zagranicznych. Uczestniczył w wielu kursach specjalistycznych, odbył także wielokrotne szkolenia zagraniczne w RFN, Rosji, USA, Chorwacji, Szwecji i Belgii.

## Kariera zawodowa
Karierę zawodową rozpoczął w 1978 w Wyższej Oficerskiej Szkole Pożarniczej pełniąc kolejno stanowiska asystenta, wykładowcy, st. wykładowcy oraz adiunkta. W 1993 przeszedł do Komendy Głównej PSP, gdzie zajmował stanowiska naczelnika Wydziału Taktyki i Analiz, głównego specjalisty ds. ratownictwa chemiczno-ekologicznego, z-cy dyrektora Biura Operacyjnego, dyrektora Biura Operacyjnego, wreszcie od 2000 roku zastępcy szefa Obrony Cywilnej Kraju oraz z-cy Komendanta Głównego PSP. W 2005 roku został powołany na funkcję Komendanta-Rektora Szkoły Głównej Służby Pożarniczej w Warszawie.
W 2006 został kierownikiem Katedry Działań Ratowniczych SGSP, a rok później powołano go na dziekana Wydziału Zarządzania i Marketingu Wyższej Szkoły Zarządzania i Prawa im. Heleny Chodkowskiej w Warszawie. W latach 2009–2010 był doradcą Rządowego Zespołu Zarządzania Kryzysowego w Kancelarii Prezesa Rady Ministrów (Rządowe Centrum Bezpieczeństwa).

## Inicjatywy
Jest jednym z grona współtwórców Krajowego Systemu Ratowniczo-Gaśniczego oraz systemu Zarządzania kryzysowego Rzeczypospolitej Polskiej. Dzięki jego inicjatywie PSP nawiązało bliskie kontakty z Państwową Inspekcją Ochrony Środowiska, co zaowocowało tworzeniem wspólnych procedur działania oraz pozwoliło na uzyskanie wsparcia finansowego resortu środowiska w procesie organizacji ratownictwa chemicznego. Starania prowadzone przez niego na forum międzynarodowym m.in. w ramach komisji ds. materiałów niebezpiecznych CTIF doprowadziły do uruchomienia ze środków pomocowych PHARE zakupów w istotny sposób poprawiających stan wyposażenia PSP w zakresie ratownictwa chemicznego.
Twórca kompleksowego systemu wspomagania decyzji w ratownictwie chemicznym funkcjonującego z powodzeniem do dziś. Dzięki jego aktywności Polska w 1996 roku Polska wstąpiła do organizacji INSARAG, która z ramienia ONZ koordynuje pomoc międzynarodową. Od roku 1998 pod jego kierunkiem rozpoczęto tworzenie Grup Poszukiwawczo-Ratowniczych, które do dziś wzięły udział w ponad 20 działaniach międzynarodowych w 15 krajach. Osobiście kierował działaniami ratowniczymi w Albanii (1999 rok) oraz Indiach (2001 rok) oraz koordynował akcje ratowniczo-pomocowe w Turcji (2000 rok), Ukrainie i na Węgrzech (2001 rok), Algierii, Iranie, Niemczech i Czechach.
Wprowadził do wykorzystania w PSP nowoczesne techniki poszukiwawcze, takie jak wykorzystanie geofonów, kamer termowizyjnych i wziernikowych oraz psów poszukiwawczych. Był Szefem Sztabu lub dowódcą większości dużych akcji ratowniczych w Polsce w latach 1997–2004. Jest jednym z twórców idei centrów powiadamiania ratunkowego oraz współautorem zasad ich organizacji i funkcjonowania. Od roku 2000 jeden z głównych autorów i realizatorów wdrażania systemu ratownictwa medycznego w PSP.
Autor i współautor wielu nowoczesnych procedur postępowania służb ratowniczych m.in. w odniesieniu zagrożeń terrorystycznych. Współtwórca Krajowego Centrum Koordynacji Ratownictwa i idei Rządowego Centrum Koordynacji Kryzysowej. Koordynator i animator współpracy międzynarodowej PSP, która zaowocowała m.in. Przekazaniem Polsce przez rząd RFN w latach 1998–2001 95 specjalistycznych samochodów ratowniczych.
W latach 1997–2004 przewodniczył zespołom negocjacyjnym rządu Rzeczypospolitej Polskiej w negocjacjach umów międzyrządowych między Polską i RFN, Białorusią, Litwą, Ukrainą, Słowenią oraz Chorwacją.
Pomysłodawca i realizator idei Forum Koordynacyjnego Pomocy Humanitarnej, w skład którego wchodzi 12 największych organizacji pozarządowych. Delegat Polski na VIII i IX posiedzenie plenarne Zgromadzenia Ogólnego Narodów Zjednoczonych (Nowy Jork, USA 2002 i 2004) oraz przewodniczący delegacji polskiej na Światowej Konferencji ds. katastrof naturalnych (Kobe, Japonia 2005). Przewodniczący konwencji ONZ ds. transgranicznych skutków awarii przemysłowych (od 2004 do 2006 roku).

## Działalność naukowa i publicystyczna
Od roku 2007 pracownik Wyższej Szkoły Zarządzania i Prawa im Heleny Chodkowskiej w Warszawie (kolejno: dziekan, prorektor, a od 2011 do 2013 rektor). Od 2013 do 2018 roku profesor wizytujący w Szkole Głównej Służby Pożarniczej w Warszawie. Autor i współautor kilkudziesięciu publikacji i opracowań oraz projektów aktów prawnych. Uczestnik i prelegent licznych konferencji krajowych i międzynarodowych. Od roku 2000 komentator problematyki bezpieczeństwa w TVN, TVN24, TVN 24BiS, Polsat i Superstacji. Poeta.

## Inne aktywności
Od 2015 przewodniczący Rady Nadzorczej Przedsiębiorstwa Wodociągów i Kanalizacji w Wołominie oraz członek Rady Nadzorczej DJChem Chemicals Poland S.A. Członek Stowarzyszenia „Ordynacka”.

## Odznaczenia
Odznaczony m.in.: Krzyżem Kawalerskim Orderu Odrodzenia Polski (2005), Złotym i Srebrnym Krzyżem Zasługi, Krzyżem Zasługi za Dzielność, Złotym Medalem „Za zasługi dla ochrony przeciwpożarowej”, Złotym Medalem „Za zasługi dla pożarnictwa”, Medalem Komisji Edukacji Narodowej, Złotym Medalem „Za Zasługi dla Policji”, Srebrnym Medalem „Za zasługi dla obronności kraju”, Medalem „Milito Pro Christo”, Krzyżem Komandorskim Orderu „Za Zasługi dla Litwy” w dziedzinie ratownictwa, Medalem „Za zasługi w międzynarodowych operacjach ratowniczych ONZ” oraz Złotym Medalem za Długoletnią Służbę.